# شاهین پرهامی
شاهین پرهامی (۱۹۶۷–۲۰۲۱) کارگردان، نویسنده، تدوین‌گر و فیلم‌بردار ایرانی-کانادایی ساکن مونترال، کبک بود. او بیشتر به‌خاطر مستندهای امین و قصهٔ شهرزاد شناخته شده‌بود.

## زندگی و حرفه
پرهامی در شیراز متولد شد و در سال ۱۹۸۸ به کانادا مهاجرت کرد و ابتدا در دانشگاه کارلتون اتاوا به تحصیل در رشتهٔ سینما پرداخت و سپس مدرک کارشناسی خود را در رشتهٔ تولید فیلم از دانشگاه کنکوردیا در مونترآل دریافت کرد. او فعالیت در سینما را با سه‌گانهٔ اولیه ناسوت (۱۹۹۷)، لاهوت (۱۹۹۸) و جبروت (۲۰۰۳) آغاز کرد.
در سال ۲۰۱۰، مستند امین ساختهٔ پرهامی، که شرح تلاش‌های یک نوازندهٔ ویولن قشقایی برای حفظ سنت‌های موسیقی جامعهٔ خود را به تصویر می‌کشید، برندهٔ جایزهٔ برتر جشنواره بین‌المللی فیلم مستند یاماگاتا شد. در سال ۲۰۱۵، فیلم قصهٔ شهرزاد ساختهٔ او، که دربارهٔ یک ستارهٔ شاخص سینمای عامهٔ ایران بود، برای جایزهٔ بهترین فیلم مستند بلند در جوایز اسکرین آسیا پاسیفیک نامزد شد. آثار او مورد تحسین منتقدان سینما قرار گرفته‌است. پیتر ریست «رویکرد چالش‌برانگیز و تجربی در قالب فیلم که او پیوسته به‌کار می‌گیرد» را مورد تمجید قرار داده‌است. فیلم جدید او به نام مارسل بر هنر و زندگی یک مجسمه‌ساز بزرگ کانادایی متمرکز است و در حال حاضر در مرحلهٔ پس‌تولید قرار دارد. این فیلم قرار است در سال ۲۰۲۱ به‌همراه نخستین فیلم داستانی پرهامی با نام هر فرشته‌ای ترسناک است اکران شود.
پرهامی در ۱۳ مارس ۲۰۲۱ بر اثر ابتلا به سرطان در مونترآل درگذشت.

## فیلم‌شناسی
| سال  | عنوان                 | مشارکت                                       |
| ---- | --------------------- | -------------------------------------------- |
| ۱۹۹۷ | ناسوت                 | نویسنده/کارگردان/فیلم‌بردار/تدوین‌گر/تهیه‌کننده |
| ۱۹۹۸ | لاهوت                 | نویسنده/کارگردان/فیلم‌بردار/تدوین‌گر/تهیه‌کننده |
| ۲۰۰۲ | نسیان                 | نویسنده/کارگردان/فیلم‌بردار/تدوین‌گر/تهیه‌کننده |
| ۲۰۰۳ | جبروت                 | نویسنده/کارگردان/فیلم‌بردار/تدوین‌گر/تهیه‌کننده |
| ۲۰۰۴ | راگا ملکائونز         | نویسنده/کارگردان/فیلم‌بردار/تدوین‌گر/تهیه‌کننده |
| ۲۰۰۷ | چهره‌ها                | نویسنده/کارگردان/فیلم‌بردار/تدوین‌گر/تهیه‌کننده |
| ۲۰۰۹ | شیراز ۱۳۴۰. .         | کارگردان/تهیه‌کننده                           |
| ۲۰۱۰ | امین                  | کارگردان/فیلم‌بردار/تدوین‌گر/تهیه‌کننده         |
| ۲۰۱۵ | قصهٔ شهرزاد            | نویسنده/کارگردان/فیلم‌بردار/تدوین‌گر/تهیه‌کننده |
| ۲۰۲۱ | مارسل                 | نویسنده/کارگردان/فیلم‌بردار/تدوین‌گر/تهیه‌کننده |
| ۲۰۲۱ | هر فرشته‌ای ترسناک است | نویسنده/کارگردان/فیلم‌بردار/تدوین‌گر/تهیه‌کننده |